# Walter Richli
Walter Richli (ur. 28 kwietnia 1913 w Zurychu, zm. w 1944) – szwajcarski kolarz torowy.
W 1935 i 1936 zostawał mistrzem kraju w indywidualnym wyścigu na dochodzenie. W 1936 wystartował na igrzyskach olimpijskich, na których był członkiem szwajcarskiej drużyny, która zajęła 6. miejsce w wyścigu drużynowym na 4000 metrów. W 1937 zyskał status profesjonalisty. Jego brat, Emil Richli, również był kolarzem (startował na igrzyskach olimpijskich w 1924).